# HMS Swiftsure (S126)
El HMS Swiftsure (S126) fue un submarino nuclear de la clase Swiftsure de la Marina Real británica en servicio de 1973 a 1992.

## Historial de servicio
El Swiftsure se hizo famoso por su misión de adquirir la firma acústica del portaaviones soviético Kiev. Al localizar un nuevo sonido acústico único que indicaba la presencia del Kiev, se escondió debajo de él durante varias horas, con su periscopio elevado a solo 10 pies debajo del casco del portaaviones, lo que permitió a la tripulación tomar fotos y registrar la firma acústica del barco. Esto se documentó en 2013 como parte de la temporada de la Guerra Fría de la BBC.
Swiftsure llegó a HMNB Devonport en enero de 1979 para su primera reparación programada. Sin embargo, debido a una disputa laboral, la reparación no comenzó hasta abril de 1980, 15 meses después de que el barco llegara a Devonport. A pesar de una declaración en la Cámara de los Comunes a mediados de noviembre de 1981 de que el reacondicionamiento se completaría a mediados de 1982, el reacondicionamiento de Swiftsure finalmente se completó en marzo de 1983, con un costo total de £ 85 millones.
Swiftsure debía ingresar a un segundo reacondicionamiento en 1992, pero en cambio fue dado de baja ese año. El motivo del desmantelamiento prematuro a menudo se cita como daños en el casco a presión sufridos durante las pruebas en el mar, aunque ahora se cree que eso es incorrecto; se cree que el motivo del desmantelamiento prematuro del barco se debió al hallazgo de grietas en su reactor durante una reparación. Su núcleo nuclear fue removido de manera segura en junio de 1992.
Desde 1992, se ha almacenado a flote en la cuenca sin mareas en el astillero de Rosyth, en espera de ser desmantelado bajo el Proyecto de Desmantelamiento de Submarinos (SDP) de MOD. Ha sido objeto de atraques periódicos para la reconservación y las inspecciones de mantenimiento, la última desde agosto de 2016 en adelante. Será el primer submarino o "demostración" en someterse al desmantelamiento inicial a través del SDP. A partir de 2023, se informó que el proceso tardaría hasta finales de 2026 en completarse.